# 天猛公阿都拉曼
天猛公阿都拉曼（1755年—1825年12月8日）是宰相王朝時期的柔佛天猛公。1806年，他接替已故的叔父而成為柔佛的天猛公。1818年，天猛公阿都拉曼及其追隨者離開廖內省，並遷往當前的新加坡地區。1819年，斯坦福·莱佛士和威廉·法誇爾也來到新加坡。同年，天猛公阿都拉曼與英國不列顛東印度公司簽訂《1819年新加坡條約》，促成現代新加坡的建立。